# Géométrie moléculaire pyramidale à base carrée
La géométrie moléculaire pyramidale à base carrée est la géométrie des composés chimiques dans lesquels un atome central, noté A, est lié à cinq atomes, groupes d'atomes ou ligands, notés X, avec un doublet non liant, noté E, sur l'atome central. Les cinq ligands définissent les sommets d'une pyramide à base carrée. Cette configuration est notée AX5E1 selon la théorie VSEPR.
Cette géométrie est commune pour certains composés d'éléments du groupe principal possédant un doublet non liant. Certains de ces composés cristallisent aussi bien en structures bipyramidale trigonale que pyramidale à base carrée, notamment [Ni(CN)5]3−.

## État de transition dans une pseudorotation de Berry
Lorsqu'une molécule trigonale bipyramidale subit une pseudorotation de Berry, elle passe par un état intermédiaire dont la structure est pyramidale à base carrée. Ainsi, si cette géométrie est rarement vue comme l'état de base, elle est accessible via une distorsion de basse énergie depuis une forme trigonale bipyramidale.
Une pseudorotation peut aussi se produire pour les molécules pyramidales à base carrée. Ces molécules, contrairement aux molécules trigonales bipyramidales, présentent des vibrations importantes. Le mécanisme est similaire à celui de Berry.

## Exemples

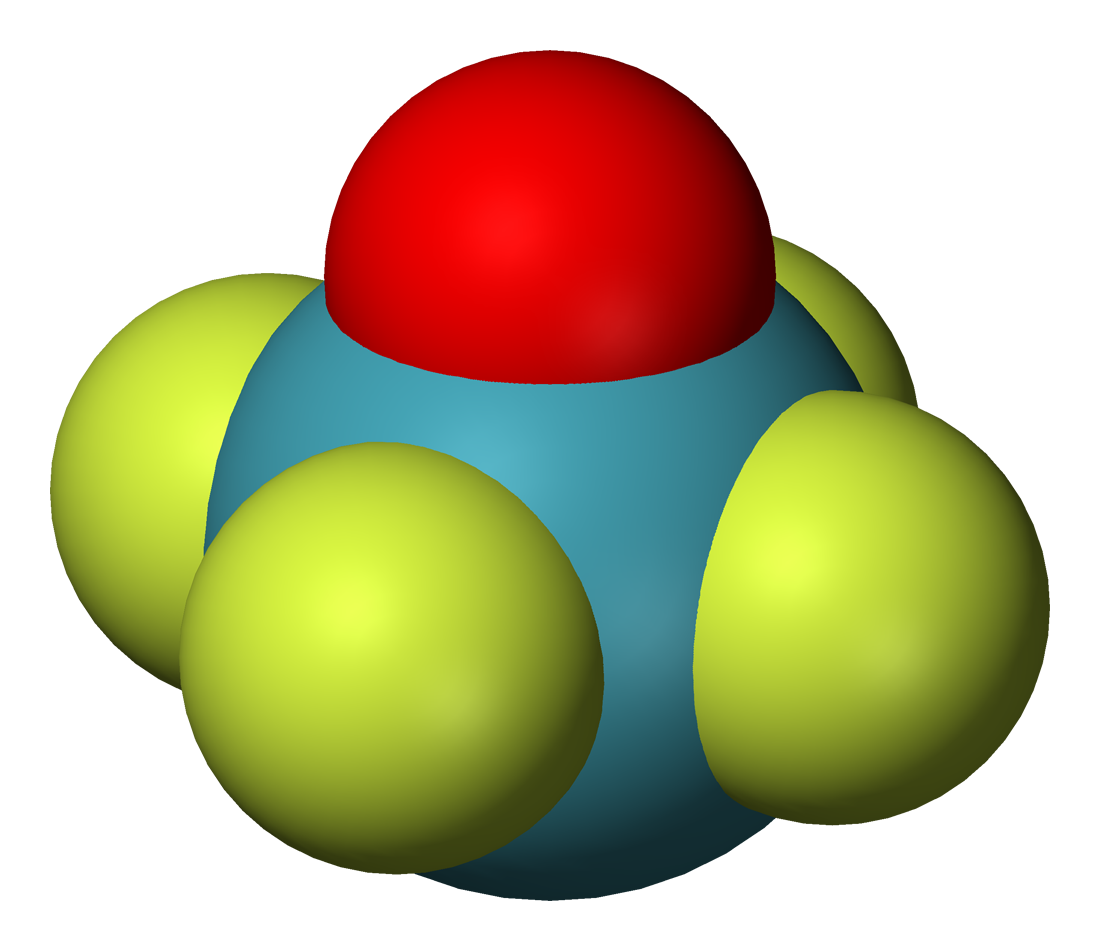
Structure de l'oxytétrafluorure de xénon, un exemple de molécule à géométrie pyramidale à base carrée.

On peut citer parmi les molécules adoptant une géométrie moléculaire pyramidale à base carrée l'oxytétrafluorure de xénon, (XeOF4) et de nombreux pentafluorures d'halogène (XF5, où X = Cl, Br, I),. Certains complexes de vanadium(IV), tels que [VO(acac)2] (acac = acétylacétonate, l'anion déprotoné de l'acétylacétone) possèdent également une structure pyramidale à base carrée.